# Англосаксонский период

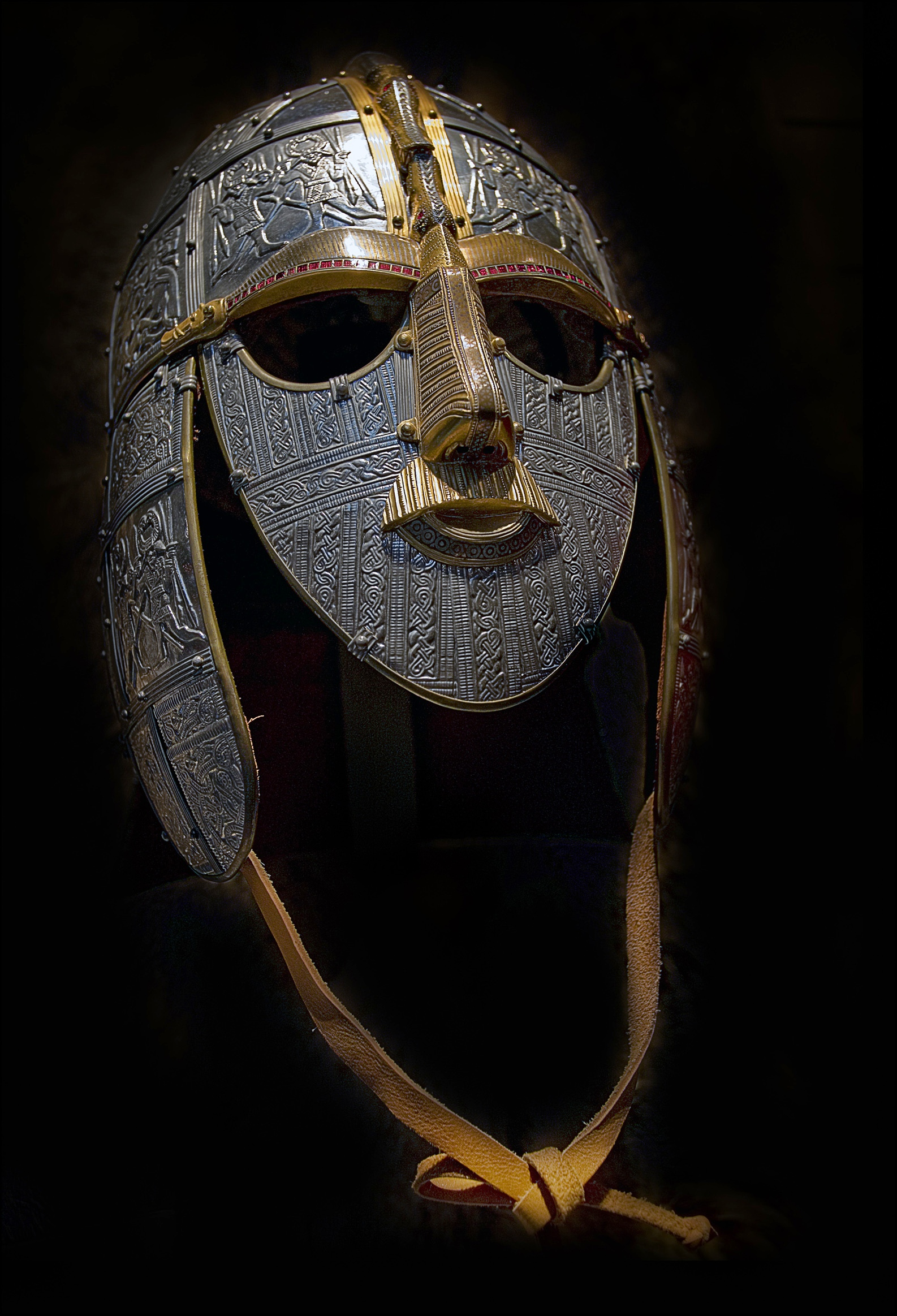
Реконструкция шлема из погребения в Саттон-Ху (ок. 625 г.)

Англосаксонский (также донормандский) период в истории Великобритании (V−XI вв.) начинается с колонизации Британских островов отдельными группами германских племен — в основном англов, саксов и ютов — и создания ими так называемых англосаксонских королевств; верхней границей считается  Нормандское завоевание 1066 года.
Расселившиеся в южной части Британских островов германцы происходили с территории современного Ютландского полуострова и примыкающих к нему земель Северной Германии. Со временем они стали собирательно называться англосаксами и сформировали общую культурную идентичность. Их язык, близкий к нижненемецкому и фризскому, лег в основу древнеанглийского (Old English) или англосаксонского языка, на котором было создано значительное число текстов и литературных памятников. 
В политическом отношении раннесредневековая Англия представляла собой конгломерат небольших королевств, переживших вторжения викингов и в 927 г. объединенных Этельстаном в единое королевство. Скандинавское влияние в Англии усилилось в начале XI в., когда датский конунг Свейн Вилобородый присоединил ее к уже принадлежавшим ему Дании и Норвегии; при его сыне Кнуте Великом (1017–1035) на основе личной унии Англия вошла в состав обширного Датского королевства, земли которого соединяло Северное море. Последовавший за распадом державы Кнута краткий период независимого существования Англии был наполнен войнами и смутами; он завершился победоносным вторжением Вильгельма Нормандского (1066). 

## Предыстория
Населенные в основном кельтскими племенами (бриттами, пиктами и другими), в середине I в. н. э. Британские острова были частично включены в состав Римской империи в качестве провинции (Provincia Britannia), что привело к распространению здесь римской культуры, а позднее и христианства. Ослабление Римской империи в эпоху Великого переселения народов и постоянные военные столкновения с варварскими народами привели к тому, что в самом начале V века римские легионы покинули Британию. На оставленных территориях начались межплеменные военные столкновения, сюда же с континента стали вторгаться отряды германских племен.
Согласно преданию, бритты для борьбы с пиктами в 449 году призвали на помощь ютов под началом Хенгиста и Хорсы, которые разбили пиктов и скоттов, а впоследствии и самих бриттов, и их успехи привлекли в страну новые толпы саксов, англов и ютов (см. англосаксы). Это наводнение страны саксами положило начало более чем столетней борьбе между первобытным кельтским населением и иноземными пришельцами — борьбе, из которой бритты, после упорного сопротивления, вышли порабощенными и отчасти принуждены были искать убежища в горах Уэльса и Корнуолла, где они ещё долго сохраняли свою независимость, отчасти переселились на соседний полуостров Франции, Арморику (нынешняя Бретань). Героем этой национальной борьбы кельтское сказание признает короля Артура, учредителя образцового рыцарского общества, известного под именем рыцарей Круглого стола.

## Гептархия
Завоевав Британию, пришельцы составили не одно государство, а семь или восемь (см. Гептархия):
1. Кент, со столицей Кентербери, населенный преимущественно ютами;
2. Сассекс, или страна южных саксов;
3. Уэссекс, или страна западных саксов, главный город Винчестер;
4. Эссекс, или страна восточных саксов;
5. Нортумбрия, или страна к северу от реки Хамбера;
6. Восточная Англия, разделявшаяся на Норфолк (северный народ) и Саффолк (южный народ), и
7. Мерсия, в болотистых местностях Линкольншира, населенные преимущественно англами.

Кроме того, на юго-западе сохранились несколько владений туземных князей, как Думнония и Кумбрия (в местности нынешнего Девоншира и Корнуолла соответственно).
До 600 г. римско-христианская образованность делала очень мало успехов в Британии, постоянно вытесняемая германо-языческими элементами. Христианизация Англии началась в Кенте после того, как король Этельберт, женатый на Берте, дочери франкского короля Хариберта, сам принял крещение из рук св. Августина (597), сделавшегося первым архиепископом Кентерберийским. Вскоре возникли зачатки христианской литературы, достигшей высокой степени процветания в «Церковной истории народа англов» Беды Достопочтенного.

## Образование Англии
Начиная с раннего IX века семь королевств гептархии стали все больше и больше подпадать под влияние Уэссекса. Короля Уэссекса Эгберта (802—839) историки иногда считают первым королём Англии. Внук Эгберта, Альфред Великий (871—899), явился освободителем и устроителем государства. Он первый из королей Уэссекса стал называть себя королём Англии.

## Нападениядатчанинорманнов
С 793 года началось вторжение викингов, преимущественно данов. Они даже утвердились в Нортумбрии, Мерсии и Восточной Англии. Альфред, победив данов, заключил с ними Уэдморский договор, остановив их продвижение. Его сын, Эдуард Старший и внук, Этельстан, военным и дипломатическим путём расширяли свои владения, и Этельстан стал первым реальным правителем всей Англии.
Страна наслаждалась внешним миром до короля Этельреда II Неразумного (978—1016), когда датчане с ещё большею силою возобновили свои нападения. Страна впала в плачевное состояние. В провинциях графы обратили свои области в наследственные земли. Королю приходилось откупаться от датчан за большие деньги (так называемые датские деньги), которые взимались в виде поземельного налога с фрименов. Тем не менее, невзирая на постоянный выкуп, громадные толпы иноземцев оставались в стране и захватывали земли в провинциях. Чтобы сразу избавиться от непрошеных гостей, Этельред решился на поступок, стоивший ему престола. Он приказал перерезать в один день всех датчан, поселившихся между англосаксами, назначив для этого 13 ноября 1002 г. (Резня в день св. Брайса). В этой всеобщей резне лишились жизни несколько тысяч датчан; даже дети их были перебиты самым варварским образом. Но этой жестокостью Этельред навлек на себя месть датского короля Свена, который с 1003—1006 г. неоднократно являлся в Англию, опустошая одну область за другой. В 1007 г. Этельред купил мир за громадную сумму денег, но уже на следующий год Англия снова была опустошена датчанами, и в 1013 г. Свен покорил весь остров. Этельред бежал к своему шурину, герцогу Нормандскому Ричарду II; в 1014 г., по смерти Свена, витан вновь избрал Этельреда на трон, и он снова вернулся в Англию.
Когда Этельред умер в 1016 г., Кнуд Великий, сын Свена, завладел Англией и женился на вдове Этельреда, Эмме. Сыновья его Гарольд Заячья лапа (1035—1040) и Хардекнуд (1040—1042) умерли бездетными, и английские вельможи посадили на престол сына Этельреда и Эммы, Эдуарда Исповедника (1042—1066). Он долгое время скрывался при дворе нормандского герцога и потому оказывал особое расположение к своим нормандским друзьям, вызывая против себя неудовольствие английских вельмож. Наследство после себя он завещал нормандскому герцогу Вильгельму, но преемником Эдуарда сначала сделался граф Гарольд. В 1066 году норвежский король Харальд Суровый собрал армию и отплыл завоёвывать Англию. Король Гарольд сосредоточил практически все свои силы в южной части страны, стремясь предотвратить высадку другого претендента на престол — Вильгельма, герцога Нормандии. В результате норвежцам противостояло лишь ополчение североанглийских графств под командованием эрлов Моркара и Эдвина, которое было разгромлено в битве при Фулфорде 20 сентября 1066 года (в 3 км. к югу от Йорка). Однако 25 сентября 1066 года подошедшее войско Гарольда разбило норвежцев у Стамфорд-Бриджа, Харальд Суровый погиб в бою.
Тем временем, нормандский герцог Вильгельм высадился в Англии с 7-тысячным войском. 14 октября 1066 г. он разбил Гарольда близ Гастингса, и тут же на поле сражения провозгласил себя королём Англии.

## Социальная структура

### Крестьянство
Социальную основу англосаксонского общества составляли свободные крестьяне — керлы. До VIII века в источниках не содержится упоминаний о наличии сколь-либо значительного слоя зависимых крестьян. Основу хозяйства свободного земледельца составлял земельный надел, достаточный для поддержания жизни семьи керла (гайда). Керл обладал полной хозяйственной самостоятельностью на своём наделе, не признавая никакого господина, кроме короля. Свободные земледельцы несли ряд повинностей в пользу государства: уплата продуктовой ренты королю, личное участие в национальном ополчении — фирде, содержание мостов и замков. Англосаксонские крестьяне жили, в основном, в небольших деревнях, расположенных по берегам рек, или в отдельно стоящих хуторах.
С течением времени земельные наделы керлов дробились между наследниками и в условиях разорительных походов викингов и усиления фискального давления со стороны государства (введение налога, получившего название «датские деньги») оказались недостаточными для поддержания экономической самостоятельности керлов. Это привело к переходу части свободных крестьян под покровительство англосаксонской знати и формированию первых категорий зависимого крестьянства (гениты, гебуры, котсетлы). В конце англосаксонского периода при сохранении личной свободы у большинства крестьян, они оказались в подчинённом положении, выполняя работы по обработке земель своего господина и уплачивая ему (а не королю) ренту. Тем не менее до нормандского завоевания слой свободных крестьян оставался достаточно значительным (особенно в областях датского права).
Особенностью англосаксонского общества, резко отличающей его от других сообществ германского происхождения, была относительная слабость родового начала. Хотя в «правдах» Ине Уэссекского и Этельберта I Кентского содержится упоминание того, что в случае убийства англосакса вергельд ложится на весь род убийцы, в целом даже ранние источники не содержат каких-либо характеристик рода. Родовые связи у англосаксов были значительно слабее, чем в кельтских кланах Шотландии. В англосаксонском обществе родовая принадлежность субъекта права почти полностью игнорировалась.

### Служилые люди и знать
Как и у других германских народов, у англов, саксов и ютов, переселившихся в Британию, существовала прослойка знати. Первоначально это были служилые люди, выдвинувшиеся благодаря службе в королевской дружине. В VI—VIII веках слой знати в англосаксонских королевствах носил военный характер и представлял собой группу гезитов — королевских дружинников. Статус гезита подчёркивался величиной вергельда, уплачиваемого в случае его убийства, — 1200 шиллингов, то есть в шесть раз больше, чем вергельд керла. В ранний период служилая знать не носила наследственного характера (за исключением Кента). Статус гезита обеспечивался не его происхождением, а близостью к королю и местом, занимаемым в королевской администрации. Обычно гезиты назначались представителями короля в различные регионы страны, где они занимались организацией исполнения законов королевства, поддержанием порядка и возглавляли местное ополчение-фирд.
Начиная с VIII века название «гезит» для определения члена военно-служилой знати англосаксонских королевств постепенно вышло из употребления. Ему на смену пришло слово «тэн». Статус тэнов позднего периода англосаксонской Британии зависел от их положения в государственной администрации и близости к сеньору. Верхушку прослойки тэнов составляли так называемые «королевские тэны», занимающие должности при дворе короля, участвовавшие в королевском суде и представляющие интересы главы государства в английских графствах. Тэны IX—XI веков сохраняли военный характер своих предшественников, гезитов, и были обязаны участвовать в военных походах короля. Более низкий социальный статус имели тэны крупных эрлов, которые имели лишь небольшие земельные владения и по благосостоянию не сильно отличались от верхушки свободного крестьянства. Большое значение имела практика сдачи тэнам в аренду части земель крупными англосаксонскими феодалами и церковью. В случае, если средств тэна не хватало для несения службы, он мог принести оммаж сеньору и, потеряв часть личной свободы, получить денежное или земельное содержание. Такой тип отношений напоминал вассально-ленные отношения классического феодализма, однако имел менее прочный характер: тэн мог разорвать оммаж и перейти на службу к другому сеньору, сеньор не имел феодальной юрисдикции над своими тэнами.
Высший слой англосаксонской знати составляли эрлы — представители титулованной наследственной аристократии, получившие от короля обширные земельные владения и право управления над несколькими графствами страны. Титул эрла был скандинавского происхождения и проник в англосаксонскую социальную систему во время правления Кнуда Великого. Эрлы пользовались достаточно широкой властью в своих землях, возглавляли региональное ополчение, председательствовали в судах графств, изымали в свою пользу часть доходов от судопроизводства и городской торговли. Власть короля ограничивалась только сохранением в графствах королевской администрации в лице шерифов, а также правом короля на созыв служилых людей эрлов в собственное войско. Наиболее самостоятельными были эрлы Нортумбрии, правящие в этой провинции фактически независимо от короля.

### Города

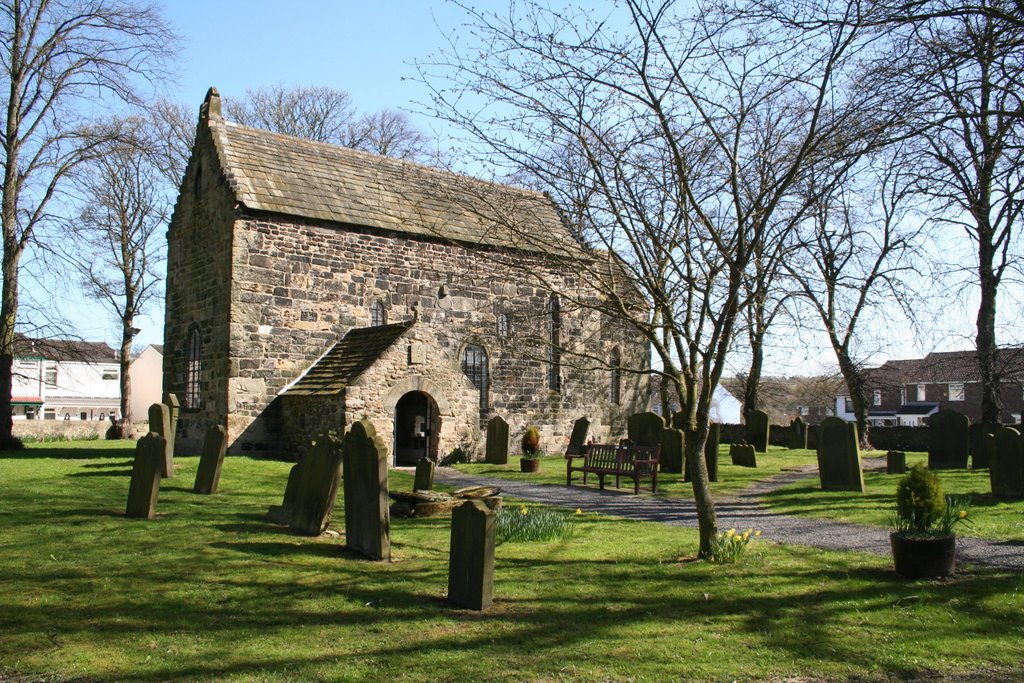
Англосаксонская церковь (VII—VIII вв.) в Эскомбе близ Дарема.

Города в англосаксонской Британии возникли относительно поздно. До середины IX века с уверенностью можно говорить как о сложившихся городских поселениях лишь в отношении Кентербери и Рочестера, где уже возникли первые торговые гильдии. В остальных областях Англии появление системы городов относится ко времени начала скандинавских вторжений. По указанию короля Альфреда во всех частях страны стали сооружаться укрепления вокруг региональных торговых центров для защиты от набегов датчан. В регионах, оказавшихся под властью викингов, также резко ускорилось развитие городов и торговли (Йорк, «пять бургов», Норидж).
Типичный поздне-англосаксонский город являлся центром местной торговли и чеканки монет, был окружён деревянными стенами или земляным валом и разделялся на части, огороженные частоколом. Вокруг города располагались поля и луга, находящиеся в совместном владении верхушки горожан. Городские поселения сохраняли аграрный характер, однако главной движущей силой их развития стала торговля. Уже Эдуард Старший запретил торговые операции вне стен городов. Большинство городов было основано на королевских землях, однако существовали также центры, основанные крупными аристократами. В последних часть доходов (обычно, треть) изымалась не в пользу короля, а в пользу сеньора. Горожане были, в основном, лично свободными и несли обычные обязанности в пользу короля (продуктовая рента, участие в ополчении), а также выплачивали ему процент с торговых операций. В городах проживали также некоторые тэны, а также зависимые люди крупных магнатов.
Постепенно различные группы горожан сближались, в X веке начали возникать общегородские суды, а в XI веке сложилось особое городское право, применяемое ко всем жителям городов. Из городских судов возникли первые органы городского самоуправления — бургвитаны (др.-англ. burhwitan). Некоторые города превратились в важные центры международной торговли (Йорк, Честер, Линкольн, Норидж, порты юго-восточного побережья). Наименее развитыми были бурги юго-западной Англии, фактически неотличимые от сельских поселений. Особенностью англосаксонских городов было то, что практически в каждом из них, даже в маленьких бургах, был монетный двор и осуществлялась чеканка денег. Численность населения городов была относительно небольшой: согласно современным исследованиям, в Йорке проживало более 8 000 жителей, в Линкольне и Норидже — 6 500, в Оксфорде — около 3 500 человек. Однако основная масса англосаксонских бургов насчитывала не более нескольких сотен жителей.
Особое место среди городов Англии занял Лондон, который по числу жителей, торговому обороту и развитию системы управления резко отличался от всех остальных городов страны. Став во время датских вторжений центром народного сопротивления, Лондон быстро приобрёл общегосударственное значение, а со временем узурпировал право избрания короля. В Лондоне была хорошо развита судебная система (общегородские собрания, окружные суды, торговый суд) и существовала особая высшая прослойка горожан из проживающих в городе тэнов. Торговые связи Лондона простирались от северной Франции до Норвегии, а немецкие и датские купцы пользовались равными правами с местным населением.

## Генезис феодализма

### Развитие земельных отношений
Первоначально базовую единицу земельных отношений составлял надел свободного англосакса — гайда. Уже на самых ранних этапах существования англосаксонских королевств короли предоставляли определённые земли в пользование лицам из служилой знати (гезитам). Однако права гезитов ограничивались изъятием продуктовой ренты, причитающейся согласно обычаям королю, в свою пользу и не затрагивали вещные права крестьян на их наделы. Но положение начало меняться уже в VIII веке с возникновением практики предоставления королём грамоты на передаваемые гезиту или церкви земли. Возник особый тип земельного держания, получивший название бокленд, который стал первым шагом на пути появления в Англии феодального землевладения. Жалуя земли в бокленд, король уступал не только право на сбор продуктовой ренты, но и право распоряжения этой территорией по своему усмотрению, включая дарение, продажу и передачу по наследству. Практика предоставления земель в бокленд к концу англосаксонского периода получила достаточно широкое распространение, хотя продолжали существовать и земли фолкленда, на которых продолжало действовать обычное право и с которых король получал продуктовую ренту и повинности в полном объёме.
К раннему периоду англосаксонской Британии относится также практика сдачи в аренду земель, находящихся во владении гезитов и церкви, другим лицам. В случае, если арендатором становился керл, он достаточно быстро оказывался в подчинённом положении по отношению к владельцу земли, что стало одним из способов формирования зависимого крестьянства и феодального хозяйства: за пользование землёй арендатор платил натуральную ренту или работал на запашке сеньора. Такие арендаторы с VIII века постепенно превращались в гебуров, утрачивая статус свободного крестьянина. Другим способом возникновения зависимого крестьянства стал переход разорившихся или малоземельных керлов под покровительство сеньора, который обеспечивал их землёй взамен на несение определённых повинностей.
К XI веку в Англии уже господствовало манориальное хозяйство, при котором обширные земли с зависимым населением находились во владении феодалов (эрлов, тэнов, церкви). Тем не менее характер феодального землевладения в англосаксонский период отличался крайним разнообразием: помимо владений с крупной барской запашкой, на которой трудились зависимые крестьяне, существовали владения, в которых власть сеньора ограничивалась взиманием продуктовой ренты (последнее было особенно характерно для областей датского права). Особый тип земельных владений представляли собой земли короля, позднее трансформировавшиеся в королевский домен нормандской Англии. Королевские владения были более благоприятны с точки зрения безопасности и налогового бремени для ведения хозяйства и торговли, что способствовало возникновению на них торговых и ремесленных местечек и городов. Большое значение имели также церковное землевладение, по размеру и структуре напоминающее королевские земли. Практика пожалования в дар церковным организациям земель с освобождением их от государственных повинностей была уже широко развита в VI—VII веках. Первоначально церковь изымала лишь продуктовую ренту с крестьян, живших в её владениях, однако позднее стала активно сдавать свои территории в аренду керлам и тэнам.
Таким образом ко времени нормандского завоевания земельные отношения в англосаксонской Британии развивались по пути феодализации. Вопрос о степени генезиса феодализма к середине XI века ещё окончательно не решён, однако не вызывает сомнения, что при всём своеобразии аграрные отношения англосаксонского периода постепенно трансформировались в русле общеевропейской системы феодального права.

### Возникновение частной юрисдикции
Одним из важнейших признаков феодализма являлась судебная власть сеньора над его вассалами и зависимыми крестьянами. В англосаксонской Британии первые упоминания о наличии частной юрисдикции землевладельцев относятся только к середине X века. Принадлежность судебных правомочий англосаксонской знати в более ранние периоды до сих пор вызывает споры историков. Очевидно, однако, что ко времени правления Альфреда Великого идея частной юрисдикции приобрела общественное признание благодаря широкому распространению манориального землевладения и возникновению зависимых категорий крестьянства. В X веке в некоторых хартиях английских королей появляется специальный термин для обозначения перехода права юрисдикции над зависимым населением от королевских судов к суду землевладельца — «сака и сока» (англосакс.: sacu and socn; англ. sake and soke). «Сака» обозначала предмет спора, а «сока» — процесс передачи дела в суд сеньора, а всё вместе выражало юрисдикцию сеньориального суда по делам, вытекающим из аграрных отношений (нарушение правил землепользования, земельные споры и т. п.). Передача права «саки и соки» королями вместе с пожалованием земель тэнам и эрлам с конца X века приобрела характер государственной политики, причём было установлено, что право суда над королевскими тэнами неотчуждаемо и принадлежит исключительно королю.
Передавая право частной юрисдикции представителям землевладельческой знати, король обычно оставлял за собой право рассмотрения наиболее важных судебных дел (убийство, укрывательство преступников, нарушение королевского мира, захваты имущества). К середине XI века была выработана особая юридическая формула, описывающая сферу частной юрисдикции, позднее вошедшая в правовую систему как Англии, так и Шотландии: «sake and soke, toll and team, and infangenetheof». Упоминание этой формулы в земельных хартиях королей означало, что, помимо саки и соки, землевладелец получал право на взимание пошлин при торговых операциях зависимых крестьян (toll), право на рассмотрение дел о незаконном владении имуществом (team), а также право суда над вором, пойманным с поличным на территории, подчинённой сеньору (infangenetheof). Крупнейшие землевладельцы получали также права юрисдикции по более серьёзным правонарушениям, а зачастую под контроль местного магната или монастыря переходил суд сотни.

## Административная система

### Местное управление
Первой достоверно известной административной единицей англосаксонских королевств была область, занимаемая одним из племён, составлявших три главных англосаксонских народа (англов, саксов, ютов). Остатки этой системы сохранились в организации современных южноанглийских графств, возникших в VI-VII веках как provinciae или regio королевства Уэссекс (Дорсет, Сомерсет, Уилтшир и другие). Детальная структура аналогичных образований в составе Мерсии содержится в документе под названием «Tribal Hidage», составленном в начале IX века. Уже в это время древние англосаксонские «провинции» имели, прежде всего, судебные и фискальные функции, разрешая споры между соплеменниками и распределяя королевскую продуктовую подать.
По мере усложнения права и административного аппарата англосаксонских королевств появилась потребность в промежуточном административном звене между деревней и собранием «провинции». Это привело к появлению в Уэссексе сотни как административной единицы, объединяющей населённые пункты, составляющие в сумме примерно сто гайд. В каждой сотне существовало собственное народное собрание, решающее споры между жителями этой области, наблюдавшее за поддержанием порядка и исполнением законов королевства и распределявшее продуктовую подать. Короли имели своих представителей в органах управления сотен — главных судей (англ. reeve). После объединения Англии под властью Уэссекса сотня как основная административная единица была введена на всей территории страны (в областях, завоёванных в X веке датчанами, она не сохранилась, её роль играл округ-уэпентейк (англ. wapentake).
Позднее сотни были объединены в ширы-графства (англосакс.: scir; англ. shire), причём система англосаксонских графств оказалась очень стабильной и сохранилась практически без изменений до XX века. Первые графства возникли в Уэссексе в VIII веке, а с объединением страны под властью уэссекских королей система графств была распространена на остальную территорию Англии. Обычно создание системы графств относят к времени правления Эдуарда Старшего (899—924). В восточных областях графства возникли из территорий, занятых каждой из армий датских викингов в X веке (Лестершир, Нортгемптоншир, Бедфордшир и другие). Уже при Этельреде II графство стало главной единицей местной администрации, аккумулирующей финансовые средства для короля, организующей набор фирда и осуществляющей исполнение королевских указов.
В конце англосаксонского периода ряд графств передавался в управление эрлу, который возглавлял местное ополчение, председательствовал в суде графства и получал треть от платежей графства, причитающихся королю. Однако роль эрла оставалась скорее политической, чем административной. Бо́льшее значение имело возникновение должности шир-герефа (позднее — шериф; англосакс.: scir-geref) — королевского чиновника, назначаемого в каждое графство для управления местными финансами, осуществления правосудия и поддержания порядка. К середине XI века шир-гереф стал главным королевским агентом в местном управлении. Он собирал налоги и платежи, управлял королевским имуществом на территории графства, председательствовал в судах в отсутствие эрла. Как представитель короля он обеспечивал единство страны и препятствовал образованию самостоятельных графств на территории Англии.

### Центральное управление
Центральным элементом англосаксонского государства был король, правящий Божьей милостью и представляющий Бога среди своего народа. В англосаксонский период светская и духовная власть короля были неотделимы друг от друга. Король имел безусловную власть над светским населением и духовенством, ограниченную только обычным правом и каноническими прерогативами папы римского. Все властные полномочия в государстве проистекали от короля, даже эрлы, узурпировавшие в XI веке власть в регионах, являлись лишь должностными лицами короля: их назначение и смещение осуществлялось только королём, а власть была ограничена королевскими шерифами в графствах.
Хотя вся полнота власти в англосаксонской Британии принадлежала королю, эффективное использование его прерогатив было невозможно без сотрудничества с представителями знати и духовенства. В этой связи чрезвычайно важным государственным институтом был витенагемот — собрание высшего духовенства и военно-служилой знати государства, созываемое королём для обсуждения основных вопросов государственной политики. Теоретически правом и обязанностью участия в этом органе обладали все тэны, эрлы, епископы и аббаты королевства, однако представители отдалённых северных регионов обычно не приезжали на заседания витенагемота. На обсуждение могли выноситься любые вопросы (утверждение законов, установление налогов, организация обороны, ведение международных переговоров), однако особое значение витенагемот приобрёл как орган, обладающий правом избрания короля, поскольку строгий династический принцип наследования в англосаксонский период ещё не сложился. Функционирование витенагемота обеспечивало конституционный характер англосаксонской монархии.
Другие высшие органы управления в англосаксонский период находились в начальной стадии формирования: существовали королевские писари, составляющие указы и ведущие делопроизводство, а также, вероятно, лица, ответственные за поступление налогов, однако отдельные государственные органы ещё не сложились.

## Кельтское и скандинавское влияние

### Кельтское влияние
Завоевание англосаксами Британии привело к относительно быстрой ассимиляции бриттского населения. Свидетельством некоторого периода сосуществования двух этносов являются английские топонимы кельтского происхождения, причём их частотность увеличивается в направлении с востока на запад — по мере исторического продвижения англосаксонских переселенцев. Бриттское влияние наблюдалось также в северо-западных областях Англии. 
Это говорит о том, что полного уничтожения кельтского населения англосаксами не было. Однако, очевидно, бритты оказались на положении зависимого населения в англосаксонском обществе. Вероятно, упоминаемые в законах Инэ уэли (англосакс.: wealh), а также кентские литы (англосакс.: laet), по своему социальному положению близкие рабам, в значительной степени представляли кельтский элемент в ранних англосаксонских королевствах. 
О большой роли кельтского элемента в составе населения северо-западной Англии (Камберленд и Уэстморленд) свидетельствуют топонимы этого региона. Видимо, после падения англосаксонской Нортумбрии под ударами скандинавских викингов на эти земли переселились бритты из соседнего Стратклайда, которые позднее смешались с норвежцами и англосаксами. 
Но в целом бриттское влияние на англосаксонское общество было незначительным. Фундаментальные принципы хозяйствования, социальной структуры, права и государственности у англосаксов были германского, а не кельтского происхождения.

### Данелаг и скандинавское влияние

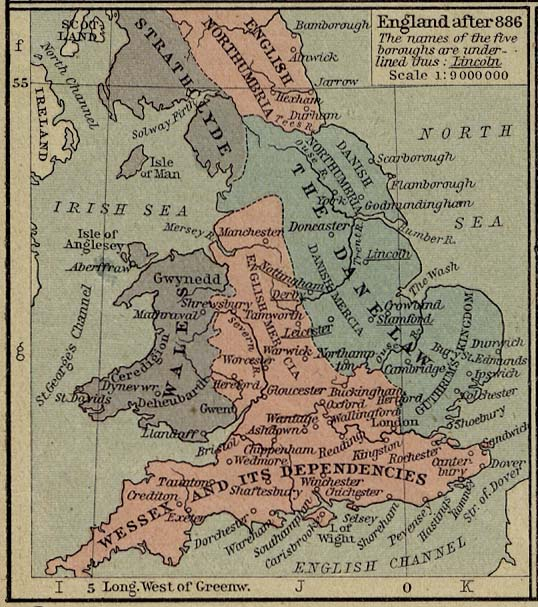
Англия в 886 г. и область датского права

После вторжений скандинавских викингов в IX веке этнический состав и социальная структура северо-восточной части Англии от Лондона до Нортумберленда полностью изменилась: здесь расселились массы датчан и норвежцев, принесшие сюда собственное право и социальные институты. После восстановления в X веке власти англосаксонских королей над этой областью её специфический скандинавский характер был сохранён, а сама она получила название Данелаг (область датского права). В Данелаге применялось собственная правовая и административно-территориальная системы скандинавского происхождения, резко отличающиеся от остальной территории страны. В социальном плане регион Данелага характеризовался полным господством свободного крестьянства и наличием особой категории земледельцев — сокменов, пользующихся личной свободой и свободой распоряжения своим наделом, но исполняющих ряд необременительных повинностей в пользу сеньора и прикреплённых в судебном плане к его юрисдикции. Правовая специфика Данелага сохранялась на протяжении бо́льшей части Средневековья и способствовала принятию в англосаксонском обществе ряда скандинавских правовых институтов, в частности суда присяжных.
В последний период существования англосаксонской монархии, при королях датской династии и, отчасти, Эдуарде Исповеднике, скандинавское влияние в Англии было особенно сильным: аристократия датского и норвежского происхождения заняла ведущие позиции при дворе и в регионах, были созданы особые элитные войска хускерлов по типу дружин королей викингов, скандинавские обычаи и традиции вошли в повседневную жизнь королевства. Это позволяет говорить о возникновении феномена англо-датского общества, в котором элементы обеих культур были тесно переплетены. Нормандское завоевание привело к дезинтеграции этого общества и замещению скандинавского влияния французским.